# Relaciones Argelia-Ecuador
Las relaciones Argelia-Ecuador son las relaciones internacionales entre la República Argelina Democrática y Popular y la República del Ecuador

## Comparación
Esta es una comparación general y de referencia para los dos países:
| Comparación                        | Ecuador              | Argelia             |
| ---------------------------------- | -------------------- | ------------------- |
| Área                               | 2.38 mil             | 284.56 millones     |
| Población                          | 18 millones          | 44.9 millones       |
| Densidad                           | 16.31                | 58.61               |
| Capital                            | Quito                | Argel               |
| Idiomas                            | Español. Quechua     | Árabe. Amazigh      |
| Moneda                             | Dolar estadounidense | Dinar argelino      |
| PIB                                | 103.06 millones      | 170.37 millones     |
| PIB (paridad de poder adquisitivo) | 185.24 mil millones  | 582.63 mil millones |
| PIB nominal                        | 6.21 mil             | 4.21 mil            |
| PIB per cápita                     | 11.37 أmil           | 14.19 mil           |
| IDH (Índice de Desarrollo Humano)  | 0.765                | 0.745               |
| Código de llamada internacional    | +593                 | +213                |
| Símbolo de internet                | .ec                  | .dz                 |
| Zona horaria                       | UTC - 5              | UTC + 1             |